# LPGA Tour 2006
Navigation
Édition précédente Édition suivante
Le LPGA Tour 2006 est la cinquantième-septième  édition du Ladies Professional Golf Association Tour (LPGA), circuit professionnel féminin de golf, qui se déroule du 20 janvier 2006 au 24 décembre 2006. Axée sur les États-Unis, la LPGA prend en compte également des tournois qui se déroulent hors des frontières américaines, ainsi cette saison voit des tournois programmés au Mexique, en France, au Canada, en Angleterre, en Thaïlande (pour la première fois), en Corée du Sud, au Japon et à Singapour. Cette cinquantième-septième édition de ce circuit permet de proposer un certain nombre de tournois professionnels destinés aux femmes en dehors des compétitions amateurs. La volonté de la professionnalisation des golfeuses leur permet désormais de gagner de l'argent en jouant au golf.
Cette saison comporte trente-trois tournois, soit deux de moins qu'en 2005, auxquels sont insérées des dotations financières en fonction du résultat de la golfeuse. Quatre de ces tournois sont considérés comme « tournoi majeur » - le Championnat Kraft Nabisco, le Championnat de la LPGA, l'Open américain et l'Open britannique - et sont considérés comme les plus prestigieux et difficiles à remporter.
La Mexicaine Lorena Ochoa est désignée « Joueuse de l'année de la LPGA » (« Player of the Year ») pour la première fois de sa carrière et remporte le classement des gains avec un montant de 2 592 872 $ de gains en gagnant six victoires mais aucun tournoi majeur. Les qutre tournois majeurs sont remportés par l'Australienne Karrie Webb (Championnat Kraft Nabisco), la Sud-Coréenne Se Ri Pak (Championnat de la LPGA), la Suédoise Annika Sörenstam (Open américain) et Sherri Steinhauer (Open britannique). Enfin, le « Trophée Vare » récompensant la golfeuse ayant la moyenne de score la plus basse de la saison est également remporté par Lorena Ochoa pour la première fois.

## Histoire
Pour l'organisation de cette cinquantième-septième édition, la majorité des tournois se disputent aux États-Unis mais quatre tournois sont programmés hors des États-Unis. Comme la saison précédente, la LPGA décide d'organiser des tournois hors des frontières des États-Unis avec la tenue de tournois programmés au Mexique, en France, au Canada, en Angleterre, en Thaïlande (pour la première fois), en Corée du Sud, au Japon et à Singapour. La majorité des joueuses sont des golfeuses principalement américaines professionnelles et amateures mais la LPGA intègre quelques années des golfeuses étrangères. Le calendrier fait débuter la saison par le tournoi « SBS Open at Turtle Bay » remporté par la Sud-coréenne Joo-mi Kim. Au cours de cette saison, les non-américaines sont aussi nombreuses que les Américaines à remporter les tournois.
La Mexicaine Lorena Ochoa est désignée « Joueuse de l'année de la LPGA » (« Player of the Year ») pour la première fois de sa carrière et remporte le classement des gains avec un montant de 2 592 872 $ de gains en gagnant six victoires mais aucun tournoi majeur. Les qutre tournois majeurs sont remportés par l'Australienne Karrie Webb (Championnat Kraft Nabisco), la Sud-Coréenne Se Ri Pak (Championnat de la LPGA), la Suédoise Annika Sörenstam (Open américain) et Sherri Steinhauer (Open britannique).

## Participantes à la saison LPGA 2006
Les participantes ont deux statuts. Certaines sont devenues professionnelles mais de nombreuses amateures prennent également part aux tournois sans toutefois pouvoir recevoir le montant des gains en raison de leur statut.
| Participantes           | Participantes       | Participantes    | Participantes    | Participantes      |
| Professionnelles        | Professionnelles    | Professionnelles | Professionnelles | Professionnelles   |
| ----------------------- | ------------------- | ---------------- | ---------------- | ------------------ |
| Shi-hyun Ahn            | Helen Alfredsson    | Kyeong Bae       | Paula Creamer    | Diana D’Alessio    |
| Beth Daniel             | Laura Davies        | Julieta Granada  | Natalie Gulbis   | Sophie Gustafson   |
| Hee-won Han             | Rachel Hetherington | Kaori Higo       | Jin-joo Hong     | Pat Hurst          |
| Karine Icher            | Juli Inkster        | Jeong Jang       | Lorie Kane       | Cristie Kerr       |
| Joo-mi Kim              | Mi-Hyun Kim         | Young Kim        | Candie Kung      | Brittany Lang      |
| Jee-Young Lee           | Meena Lee           | Sarah Lee (en)   | Seon-hwa Lee     | Brittany Lincicome |
| Patricia Meunier-Lebouc | Ai Miyazato         | Soo-young Moon   | Lorena Ochoa     | Se Ri Pak          |
| Stacy Prammanasudh      | Nina Reis           | Reilley Rankin   | Kim Saiki        | Annika Sörenstam   |
| Angela Stanford         | Sherri Steinhauer   | Karen Stupples   | Karrie Webb      |                    |
| Michelle Wie            | Sung-ah Yim         |                  |                  |                    |
| Amateures               |                     |                  |                  |                    |
| Amanda Blumenherst      | Jane Park           |                  |                  |                    |

## Classements saison 2006

### Tableau des gains («Money list»)
Le tableau ci-dessous est le classement des golfeuses par gains obtenus sur cette saison 2006. Le classement par gains est remporté par la Mexicaine Lorena Ochoa avec 2 592 872 $ remportés.
| Cla. | Golfeuses          | Gains       | Victoires |
| ---- | ------------------ | ----------- | --------- |
| 1    | Lorena Ochoa       | 2 592 872 $ |           |
| 2    | Karrie Webb        | 2 090 113 $ |           |
| 3    | Annika Sörenstam   | 1 971 741 $ |           |
| 4    | Julieta Granada    | 1 633 586 $ |           |
| 5    | Cristie Kerr       | 1 578 362 $ |           |
| 6    | Mi-Hyun Kim        | 1 332 274 $ |           |
| 7    | Juli Inkster       | 1 326 442 $ |           |
| 8    | Jeong Jang         | 1 151 070 $ |           |
| 9    | Hee-won Han        | 1 147 651 $ |           |
| 10   | Pat Hurst          | 1 128 662 $ |           |
| 11   | Paula Creamer      | 1 076 163 $ |           |
| 12   | Seon-hwa Lee       | 915 590 $   |           |
| 13   | Se Ri Pak          | 884 961 $   |           |
| 14   | Brittany Lincicome | 853 013 $   |           |
| 15   | Sherri Steinhauer  | 707 932 $   |           |

### Trophée Vare («Vare Trophy»)
Le tableau ci-dessous est le classement des golfeuses par scores les plus bas sur cette saison 2006.
| Cla. | Golfeuses    | Moyenne |
| ---- | ------------ | ------- |
| 1    | Lorena Ochoa |         |